# Équipe du Sénégal masculine de volley-ball
Cet article traite de l'équipe masculine. Pour l'équipe féminine, voir Équipe du Sénégal féminine de volley-ball.
 (juin 2020).
L'équipe du Sénégal de volley-ball est l'équipe nationale qui représente le Sénégal dans les compétitions internationales de volley-ball. Elle est 79e au classement de la Fédération internationale de volley-ball (octobre 2015).
Sa meilleure performance est une quatrième place acquise au Championnat d'Afrique masculin de volley-ball en 1976 et en 1979.